# ماونت گرتنا هایتس (پنسیلوانیا)
ماونت گرتنا هایتس (به انگلیسی: Mount Gretna Heights) یک منطقهٔ مسکونی در ایالات متحده آمریکا است که در شهرستان لبنان، پنسیلوانیا واقع شده‌است. ماونت گرتنا هایتس ۰٫۳ کیلومتر مربع مساحت و ۳۶۰ نفر جمعیت دارد.